# Enrique Villén
Enrique Villén Cruz (Madrid, España, 1 de mayo de 1960) es un actor español. Especializado en papeles secundarios, ha trabajado con importantes directores españoles como Vicente Aranda, Fernando León de Aranoa, José Luis Garci, Bigas Luna y sobre todo con Álex de la Iglesia.

## Biografía
De vocación tardía, con 16 años trabajaba en salas de fiestas, era showman, monologuista, humorista, cómico e imitador y trabajaba en salas por toda España. Más tarde se enroló con la compañía Juan sin Miedo haciendo títeres en televisión.
A partir del 1990, inicia su currículum televisivo con las series Eva y Adán, agencia matrimonial y Villarriba y Villabajo, en el programa Inocente, inocente, donde coincidió con Álex de la Iglesia y Pedro Barbero y a partir de ahí empezaron reclamarle para hacer cine.
En 1994 participa con Santiago Aguilar y Luis Guridi en Justino, un asesino de la tercera edad en la que después de una fuerte discusión con Justino (Saturnino García) en un bar, este le embosca en un subterráneo donde tras un cuerpo a cuerpo, Enrique es víctima de la puntilla de Justino.
En 1995 inicia su colaboración con Álex de la Iglesia en El día de la bestia, aunque en esa ocasión su papel de guardia de seguridad apenas se mantuviese un par de minutos en pantalla.
Encarna personajes de reparto en filmes como Libertarias (1996) -donde interpretó a un miliciano- y Matías, juez de línea (1996).
En 1998 Fernando León de Aranoa se fijó en él para interpretar en Barrio a un hombre de mediana edad cuyo matrimonio naufraga y que se ve obligado a mudarse de su casa a una furgoneta. El éxito comercial de la cinta revirtió en un mayor número de ofertas en películas como Volavérunt o La mujer más fea del mundo.
En 2000 intervino en La comunidad donde encarna a un vecino dispuesto a robar el dinero de un muerto y que fallece en el intento de manera espeluznante. Por esas fechas logra el papel de pretendiente de Pilar Bardem en la serie Abierto 24 horas. En 2001, da vida a Teo Navarro compañero de Fele Martínez, un duro policía en la película Tuno negro de Pedro Barbero.
Dos años después Fernando León de Aranoa volvió a contar con él para Los lunes al sol. Por esas mismas fechas estrena El robo más grande del mundo, No somos nadie y el cortometraje El As, de Martin Coiffier.
Compagina sus trabajos cinematográficos con incursiones en series televisivas como Aquí no hay quien viva, en la que parodia al hombre trabajador cuyo hijo (Roberto: Daniel Guzmán) se iba a casar con la hija (Lucía: María Adánez) de un hombre corrupto (Rafael: Nicolás Dueñas).
En 2004 Álex de la Iglesia le encomienda en Crimen ferpecto el papel de inspector de policía cuya mujer agujerea los condones que él utiliza con el fin de quedarse embarazada. Este rol quedó asociada con la imagen más característica del actor: un hombre hastiado, resignado, incrédulo, situado en la clase media baja.
Ese año comenzó su relación profesional con José Luis Garci en Tiovivo c. 1950, en la que representa el papel de oficinista de un banco que ayudaba a un compañero a simular ser el director de la sucursal a la vista de sus parientes del pueblo.
En 2005 repetiría con Garci en Ninette, donde el actor interpretó a Armando. Completó el año rodando Princesas -donde incorporó al dueño de un bar que accedía a ayudar a una prostituta latinoamericana a hacerse pasar como camarera a los ojos de su familia-, El penalti más largo del mundo-en la que Enrique Villén repitió su rol de hombre agotado y que esta vez ejercía de entrenador de un pésimo equipo de fútbol-, y en Torrente 3, donde Santiago Segura le encomendó la misión de satirizar a los policías corruptos instalados en puestos de alta responsabilidad. Repetiría este mismo papel en Torrente 4 (2011).
En diciembre recibió una candidatura al Premio Goya a la mejor interpretación masculina de reparto por su trabajo en Ninette y que perdió frente a Carmelo Gómez, galardonado por El método. Poco después obtiene una mención de la Unión de Actores, pero el galardón va a parar a Eduard Fernández. Mientras su trayectoria profesional sigue sumando títulos.
En 2006 aparece en un episodio de Los hombres de Paco interpretando al padre de Rita (Neus Sanz). En ese año estrenó Los managers donde el actor interpretó al agente de dos cantantes novatos, La distancia -dando vida al dueño de un bar de estriptis-, y Los Borgia, donde encarnó a un enemigo de Rodrigo Borgia (Lluís Homar) cruelmente torturado. De esta manera su filmografía se debate entre el cine social -ya sea en vertiente dramática o cómica- y el cine de prestigio, dando vida casi siempre a "hombres de la calle". Como El Tuerto de Siete mesas de billar francés, un hombre que pierde la vista y roba a sus compañeros de un equipo de billar a pesar de la preocupaciones que manifiestan algunos de ellos (Fele: Raúl Arévalo) por él. En Luz de domingo vuelve a interpretar a un miembro de clase proletario y que sirve al cacique del pueblo (Carlos Larrañaga), y que le ejecutará al traicionarle. Por su papel la Unión de Actores le recompensa con una segunda candidatura, esta vez como mejor actor de reparto.
En 2006 produce el cortometraje A ciegas, galardonado por la Academia de Cine con un Goya al mejor cortometraje de ficción.
En 2008 se pone a las órdenes de José Luis Garci en Sangre de mayo mientras graba la serie El síndrome de Ulises, donde interpreta a Ceferino. Ese mismo año participó en la serie de Álex de la Iglesia, Plutón B.R.B. Nero interpretando el papel de Roswell.
En 2009 participa en la fallida serie de ficción de Telecinco De repente, los Gómez.
En 2010 con Pedro Costa rueda El secuestro de Anabel, donde interpreta a Emilio Muñoz, el secuestrador y asesino de Anabel Segura, un episodio de la serie La huella del crimen, y además participa en los largometrajes El gran Vázquez, de Óscar Aibar, y Balada triste de trompeta, de Álex de la Iglesia.
Ese mismo año rueda, como productor, guionista y actor, el cortometraje Adiós papá, adiós mamá, candidato también al Goya al mejor cortometraje de ficción y por el que ganó el premio de interpretación en el Festival de Cine de Alicante. También rueda la primera película de Paco Arango, Maktub.
En 2011 participa en la ficción para TVE ( Plaza de España.) Ese mismo año hace su quinta película con José Luis Garci, que lleva por título Holmes & Watson. Madrid Days. También en el 2011, y a las órdenes de Miguel Bardem, graba el telefilme Matar a Carrero para TVE.

## Filmografía
- Justino, un asesino de la tercera edad (1994)
- El día de la bestia (1995)
- Libertarias (1996)
- Matías, juez de línea (1996)
- El ángel de la guarda (1996)
- El crimen del cine Oriente (1997)
- Barrio (1998)
- Atilano, presidente (1998)
- La mujer más fea del mundo (1999)
- Volavérunt (1999)
- ¡Ja me maaten...! (2000)
- La comunidad (2000)
- Tuno negro (2001)
- No somos nadie (2002)
- El robo más grande jamás contado (2002)
- Los lunes al sol (2002)
- Platillos volantes (2003)
- Crimen ferpecto (2004)
- Tiovivo c. 1950 (2004)
- Torrente 3: El Protector (2005)
- Princesas (2005)
- El penalti más largo del mundo (2005)
- Ninette (2005)
- Los managers (2006)
- Ekipo Ja (2006)
- La distancia (2006)
- Siete mesas de billar francés (2007)
- Luz de domingo (2007)
- Sangre de mayo (2008)
- El gran Vázquez (2009)
- Balada triste de trompeta (2010)
- Clara no es nombre de mujer (2011)
- Maktub (2011)
- Torrente 4: Lethal Crisis (Crisis Letal) (2011)
- Para Elisa (2012)
- Holmes & Watson. Madrid Days (2012)
- Las brujas de Zugarramurdi (2013)
- Viral (2013)
- Mortadelo y Filemón contra Jimmy el "Cachondo" (2014)
- Operasiones espesiales (2014)
- Mi gran noche (2015)
- Las Aventuras de Moriana (2015)
- Bendita calamidad (2015)
- Anabel (2015)
- La pequeña Suiza  (2019)
- Mi otro Jon (2023)
- Matusalén (2024)

## Televisión
Personajes fijos
- El inquilino (2004)
- El síndrome de Ulises (2007-2008)
- Plutón B.R.B. Nero (2008-2009)
- De repente, los Gómez (2009)
- La huella del crimen: El secuestro de Anabel (2010)
- Plaza de España (2011)
- El asesinato de Carrero Blanco (2011)
- Prim, el asesinato de la calle del Turco (2014)
- El clavo de oro (2015)
- Olmos y Robles (2015-2016)
- El nudo (2019-2020)
- Sagrada Familia (2023)

Personajes episódicos
- [30 Monedas]] (2023)
- No me gusta conducir (2022)
- #Luimelia (2021)
- Señoras del (h)AMPA (2019)
- El Ministerio del Tiempo (2017)
- El Caso: Crónica de sucesos (2016)
- El chiringuito de Pepe (2016)
- José Mota presenta (2015)
- La que se avecina (2014-2015)
- Los misterios de Laura (2014)
- Cuéntame cómo pasó (2013)
- ¿Qué fue de Jorge Sanz? (2010)
- Pelotas (2009)
- La hora de José Mota (2009)
- Martes de Carnaval (2008)
- Los Serrano (2006)
- Los hombres de Paco (2006)
- El comisario (2001, 2005)
- Lobos (2005)
- Aquí no hay quien viva (2003)
- Código fuego (2003)
- Hospital Central (2003)
- Ana y los siete (2003)
- Abierto 24 horas (2000)
- Jacinto Durante, representante (2000)
- La casa de los líos (1996, 1997, 1998)
- Hermanas (1998)
- A las once en casa (1998)
- Manos a la obra (1998)
- Todos los hombres sois iguales (1997)
- Éste es mi barrio (1997)
- Hermanos de leche (1996)
- Canguros (1996)
- ¡Ay, Señor, Señor! (1995)
- Villarriba y Villabajo (1994)
- Eva y Adán, agencia matrimonial (1990)

## Internet
- Los hijos de Mambrú (2012)

## Publicidad
- Spot de Navidad 2014 (2014)
- Anuncio de Gaes junto a Carmen Machi (2015)
- Gas Natural Fenosa, junto a Anabel Alonso (2015)
- Cervezas Ámbar (2017)

## Premios
Premios Anuales de la Academia «Goya»
| Año  | Categoría                                 | Película | Resultado |
| ---- | ----------------------------------------- | -------- | --------- |
| 2005 | Mejor interpretación masculina de reparto | Ninette  | Candidato |

Premios de la Unión de Actores
| Año  | Categoría                      | Película       | Resultado |
| ---- | ------------------------------ | -------------- | --------- |
| 2005 | Mejor actor secundario de cine | Ninette        | Candidato |
| 2007 | Mejor actor de reparto de cine | Luz de domingo | Candidato |

Festival de Cine de Alicante
| Año  | Categoría                                                  | Película               | Resultado |
| ---- | ---------------------------------------------------------- | ---------------------- | --------- |
| 2010 | Premio de la Sección Oficial de Cortometrajes: Mejor actor | Adiós papá, adiós mamá | Ganador   |

Festival Internacional de Cine Independiente de Elche
| Año  | Categoría                      | Película | Resultado |
| ---- | ------------------------------ | -------- | --------- |
| 2003 | Mejor interpretación masculina | El As    | Ganador   |

Festival Internacional de Cine de Villaviciosa de Odón
| Año  | Categoría   | Película | Resultado |
| ---- | ----------- | -------- | --------- |
| 2007 | Mejor actor | A ciegas | Ganador   |

Concurso de Cortos "Cuadrilla de Laguardia-Rioja Alavesa"
| Año  | Categoría            | Película | Resultado |
| ---- | -------------------- | -------- | --------- |
| 2002 | Mejor interpretación | El As    | Ganador   |